# Cladocora

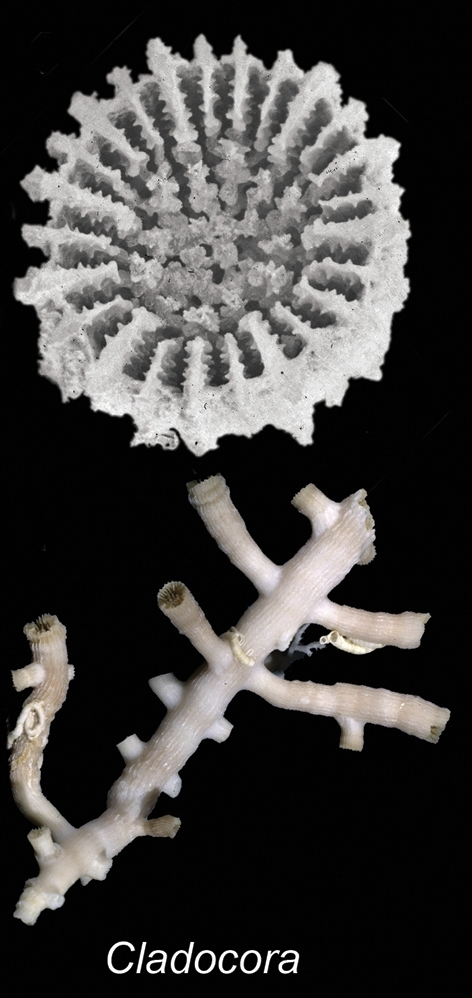
Cladocora debilis, vista calicular y del corallum

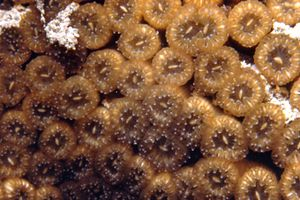
Cladocora caespitosa, distribución faceloide de los coralitos en el corallum

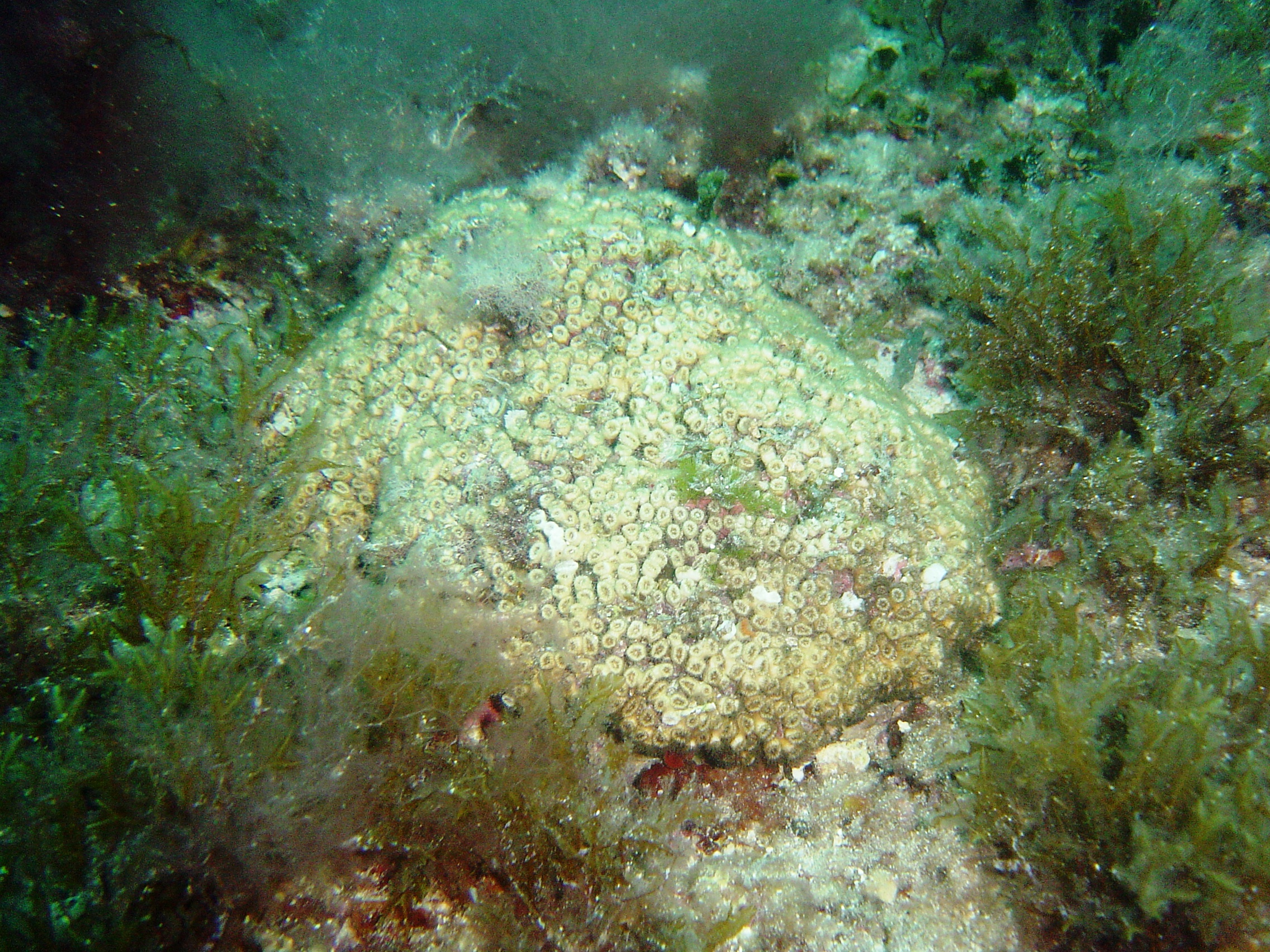
Cladocora caespitosa en Capo Gallo, Italia

Cladocora es un género de corales del orden Scleractinia, clase Anthozoa. 
Está clasificado por el Registro Mundial de Especies Marinas en la familia Scleractinia incertae sedis, debido a recientes estudios que incluyen análisis filogenéticos sobre géneros y familias del orden Scleractinia, estando enmarcado hasta hace poco en la familia Faviidae, donde aún lo mantiene la Lista Roja de Especies Amenazadas, o en la familia Caryophylliidae, donde lo mantiene el Sistema Integrado de Información Taxonómica.

## Especies
El Registro Mundial de Especies Marinas reconoce las siguientes especies:
- Cladocora arbuscula Lesueur, 1821
- Cladocora caespitosa (Linnaeus, 1767)
- Cladocora debilis Milne Edwards & Haime, 1849
- Cladocora pacifica Cairns, 1991

## Morfología
Conforman colonias con esqueletos, o corallum, de tipo faceloide, en el que los coralitos crecen en ramas paralelas que forman masas compactas; o en formas ramificadas o subflabeloides. Los coralitos son tubulares. Los costa-septa son compactos, están dentados marginalmente y sus paredes están granuladas. La reproducción de los coralitos es por gemación extratentacular o intratentacular.

## Hábitat y distribución
Localizados en diversas zonas de arrecifes, aunque prefieren praderas de algas y fondos blandos en aguas tranquilas y turbias. Su rango de profundidad está entre 1 y 480 metros, y el de temperatura entre 3.26 y 27.88 °C.
Se encuentran en aguas del océano Atlántico, tanto en las costas americanas, como en las orientales, incluido el Mediterráneo.

## Alimentación
Hay especies con zooxantelas que se nutren principalmente de la fotosíntesis realizada por las algas que habitan el tejido de sus pólipos. Las algas realizan la fotosíntesis produciendo oxígeno y azúcares, que son aprovechados por los corales, y se alimentan de los catabolitos del coral, especialmente fósforo y nitrógeno. Esto le proporciona entre el 75 y el 90% de sus requerimientos nutricionales, completando su alimentación mediante la captura de zooplancton con sus tentáculos y la absorción de materia orgánica disuelta en el agua. Siendo estos dos últimos sistemas, los que utilizan para su alimentación íntegra las colonias sin zooxantelas.

## Reproducción
Hay divergencia de opiniones entre expertos sobre la reproducción sexual de las colonias. Algunos indican que son hermafroditas, macho y hembra en el mismo organismo, y que los pólipos generan gametos masculinos y femeninos, producidos en mesenterios diferentes del pólipo, y son expulsados por la colonia sincronizando de forma alterna sólo los masculinos o los femeninos. Sin embargo, recientes tesis aseguran que es una especie gonocórica, con colonias macho o hembra, al menos en las colonias de C. caespitosa ubicadas en el oeste del Mediterráneo. En cualquier caso, producen esperma y huevos que se fertilizan externamente en el agua.
Las larvas deambulan por la columna de agua hasta que se posan y fijan en el lecho marino, una vez allí se convierten en pólipos y comienzan a secretar carbonato cálcico para construir su esqueleto, o coralito. Posteriormente, se reproducen mediante gemación extratentacular o intratentacular del pólipo, dando origen a la colonia.